# (8231) Tetsujiyamada
(8231) Tetsujiyamada (1997 TX17) – planetoida z pasa głównego asteroid okrążająca Słońce w ciągu 4,82 lat w średniej odległości 2,85 au. Odkryta 6 października 1997 roku.